# 伏見キネマ
伏見キネマ（ふしみキネマ）は、かつて存在した日本の映画館である。大正末年の1926年（大正15年）前後には、京都府紀伊郡伏見町（現在の同府京都市伏見区）の丹波橋通に中央館（ちゅうおうかん）として開館、1940年（昭和15年）前後には中央映画劇場（ちゅうおうえいがげきじょう）と改称している。第二次世界大戦終了後は、1952年（昭和27年）9月に伏見キネマとして改めて開館している。伏見区内の芝居小屋・映画館のほとんどが大手筋に集中するなかで2館のみ、同館が丹波橋地区、伏見都映画劇場が墨染地区に位置した。

## 沿革
- 1926年前後 - 中央館として開館[2][3][5]
- 1940年前後 - 中央映画劇場と改称[7]
- 1952年9月 - 伏見キネマとして改めて開館[1]
- 1961年 - 閉館[10][11]

## データ
- 所在地 : 京都府紀伊郡伏見町丹波橋通北尼ヶ崎町494番地[7][9]
  - 現在の同府京都市伏見区北尼崎町494番地、現況は一般住宅

北緯34度56分21.77秒 東経135度45分30.45秒 / 北緯34.9393806度 東経135.7584583度
- 経営 : 
  1. 池上嘉四郎 （1926年[3]）
  2. 寺田キネマ （寺田亀太郎、1929年[5]）
  3. 池上嘉一郎 （1940年代[7]）
  4. 田中幸次郎 （1952年[1][9] - 1961年[10]）
- 構造 : 木造二階建[10]
- 観客定員数 : 450名（1927年[3]） ⇒ 250名（1942年[7]）

## 概要

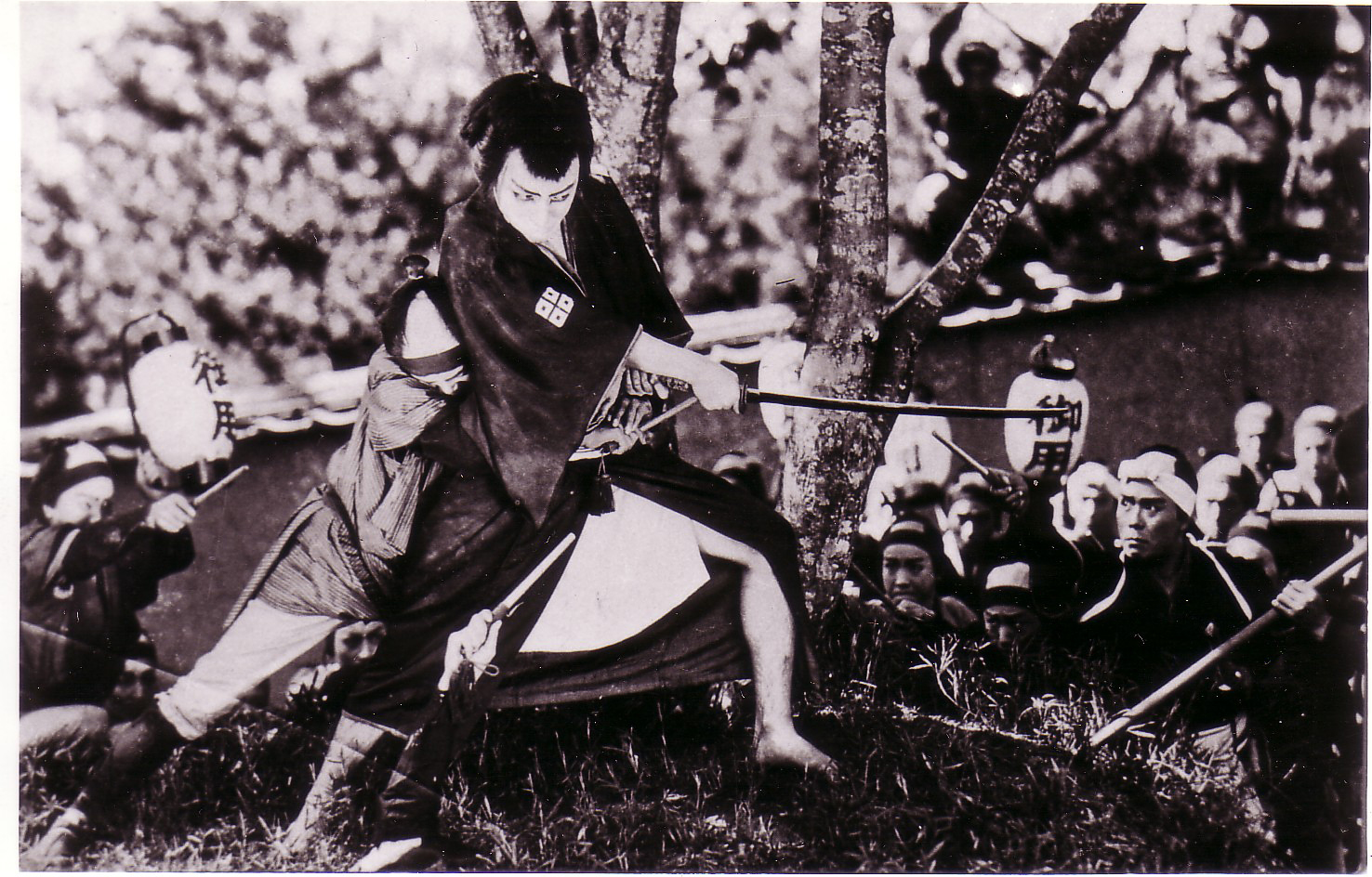
中央館時代に上映した『雄呂血』（1925年）。

正確な成立年は不明であるが、大正末年の1926年（大正15年）前後には、京都府紀伊郡伏見町（現在の同府京都市伏見区）の丹波橋通に、映画館中央館として開館している。1925年（大正14年）に発行された『日本映画年鑑 大正十三・四年』には、伏見町内の映画館として、日活作品を興行する帝国館（伏見帝國館、のちの伏見大手劇場）と松竹キネマ作品を興行する常盤館（詳細不明）の2館が掲載されており、同館が登場するのは1927年（昭和2年）に発行された『日本映画事業総覧 昭和二年版』からである。後者によれば、当時の同館は池上嘉四郎の所有、堤好亮の個人経営、支配人は新発田保、観客定員数450名、興行系統はマキノ・プロダクションおよび東亜キネマである。堤好亮・新発田保の両名は、同時期に本町塩小路の本町館（当時の所有者・京都土地興業、現存）でも、それぞれ経営者・支配人を務めていた人物である。当時の同館では、『荒武者キートン』（監督・主演バスター・キートン、1923年、日本配給国際映画社）や『雄呂血』（監督二川文太郎、主演阪東妻三郎、1925年、製作阪東妻三郎プロダクション奈良撮影所）が公開された記録が残っている。
1929年（昭和4年）前後には、寺田キネマに経営が移っている。1930年（昭和5年）に発行された『日本映画事業総覧 昭和五年版』によれば、同館の支配人は片岡市錦であり、興行系統は引き続いてマキノ・プロダクションおよび東亜キネマである。寺田亀太郎を代表とする寺田キネマは、同資料によれば、京都市内外に同館のほか、第二新京極に同館と同名の中央館（のちの中央映画劇場）と八千代館（のちの京都八千代館）、壬生館（仏光寺通千本西入ル）、寶座（西九条猪熊町）、昭和館（のちの西陣昭和館、千本通下長者町上ル）、堀川中央館（堀川京極）、葵館（出町）、伏見松竹館（のちの伏見映画劇場、風呂屋町）の合計9館を経営した旨の記載がある。1931年（昭和6年）4月1日には、伏見区が新設され、同館が所在した地域は同区に組み入れられた。その後、1930年代後半にかけての同館は、大都映画、極東映画といった剣戟映画の専門館になっていたという。したがって、他社がのきなみトーキーに変わって行った時代に、同館ではサウンド版や劇伴レコードを使用したサイレント映画をかけており、また同館には活動弁士・楽士の時代のピットの名残が残っていた。
1940年（昭和15年）前後には、第二新京極の中央館と同様に中央映画劇場と改称している。第二次世界大戦が始まり、戦時統制が敷かれ、1942年（昭和17年）、日本におけるすべての映画が同年2月1日に設立された社団法人映画配給社の配給になり、映画館の経営母体にかかわらずすべての映画館が紅系・白系の2系統に組み入れられるが、『映画年鑑 昭和十七年版』には同館の興行系統については記述されていない。当時の同館の経営は池上嘉一郎、支配人は丸山武衛、観客定員数250名である。翌1943年（昭和18年）に発行された『映画年鑑 昭和十八年版』には、同館に相当する映画館は掲載されていない。
戦後の同区内の映画館は、1950年（昭和25年）には戦前に伏見都館として営業してた伏見都映画劇場（のちの伏見ミュージック、経営・中尾敏良、支配人・小田根庄三郎、邦洋混映三・四番館、鑓屋町）、同じく伏見帝國館であった伏見日活館（のちの伏見大手劇場、経営・日活、支配人・村田舜輔、新東宝三番館、伯耆町）、同じく伏見松竹館であった伏見映画劇場（経営・長谷川武次郎、支配人・木下安治、東宝・松竹二番館、風呂屋町）の3館が早くも復興していたが、同館が伏見キネマとして改めて開館したのは、1952年（昭和27年）9月であった。当時の同館の経営は田中幸次郎の個人経営であり、田中は同時期、西陣京極に千中劇場（のちの千中ミュージック）を経営した人物である。
1961年（昭和36年）には閉館した。跡地は現在、一般の住宅になっている。戦後の経営が同一であった千中劇場は、同館が閉館する2年前の時点ですでにストリップ劇場に転身、千中ミュージックと名称を変更していたが、1987年（昭和62年）6月11日、火災により焼失、閉館した。2003年（平成15年）3月 - 同年5月に行われた京都市職労による調査によれば、同館が位置した丹波橋通、濠川（琵琶湖疏水）より西の通りの商店街はすでに廃れており、同館跡地の北辻の角に位置するフレスコ丹波橋店のみに人が集まる状態であるという。